# Шосткинська телещогла
Шосткинська телещогла — телекомунікаційна щогла заввишки 195 м, споруджена у 1989 році у Шостці.

## Характеристика
Висота вежі становить 195 м. Висота над рівнем моря — 160 м. Радіус потужності покриття радіосигналом становить 60 км. Прорахунок для DVB-T2 — 176  м.

## Радіомовлення
- 100.0 — DJ FM (план)
- 104.1 — Акцент (план)
- 105.3 — Радіо Культура
- 106.9 — Радіо Промінь
- 107.8 — Українське радіо / Українське радіо. Суми

## Телебачення

### Аналогове телебачення
- 8. ТКС
- 38. Перший

### Цифрове мовлення
- 8. 7-й мультиплекс
- 24. 1-й мультиплекс
- 58. 3-й мультиплекс
- 59. 2-й мультиплекс
- 60. 5-й мультиплекс